# F1 2009
F1 2009 – gra wyprodukowana, wydana przez brytyjską firmę Codemasters Software. Gra została wydana na konsole PlayStation Portable oraz Wii na świecie oraz w Stanach Zjednoczonych 17 listopada 2009 roku a w Europie i w Polsce 19 listopada 2009 roku.